# Succéduon
Succéduon är en svensk komediserie med Anders Johansson och Måns Nilsson i huvudrollerna.

## Handling
I Succéduon spelar Anders och Måns sig själva som mer eller mindre lyckade komiker samtidigt som de brottas med det stundtals motsägelsefulla livet efter 30 - om att vara rädd för vuxenlivet trots att man egentligen vill ha det. Katastrofala raggningsförsök varvas med otrevliga parmiddagar och återträffar som urartar. Det handlar också om att uppträda på firmafester och att försöka tjäna en hacka på en gammal succé. Om framgångsrika kollegor, mediokra karriärer och dåliga recensioner - men också om fredagsmys, lägenhetsrenoveringar och kärlek.